# アッティリオ・パヴェージ
アッティリオ・パヴェージ（Attilio Pavesi、1910年10月1日 - 2011年8月2日）は、イタリア、カオルソ出身の自転車競技（ロードレース）選手。

## 来歴
- 1930年
  - ジロ・デッレミリア 3位
- 1932年
  - ロサンゼルスオリンピック 個人ロードレース 優勝
  - ロサンゼルスオリンピック 団体ロードレース 優勝

1933年から1935年までプロ選手として活動した。
2011年8月2日、ブエノスアイレスで死去。100歳没。